# Reino de Deus

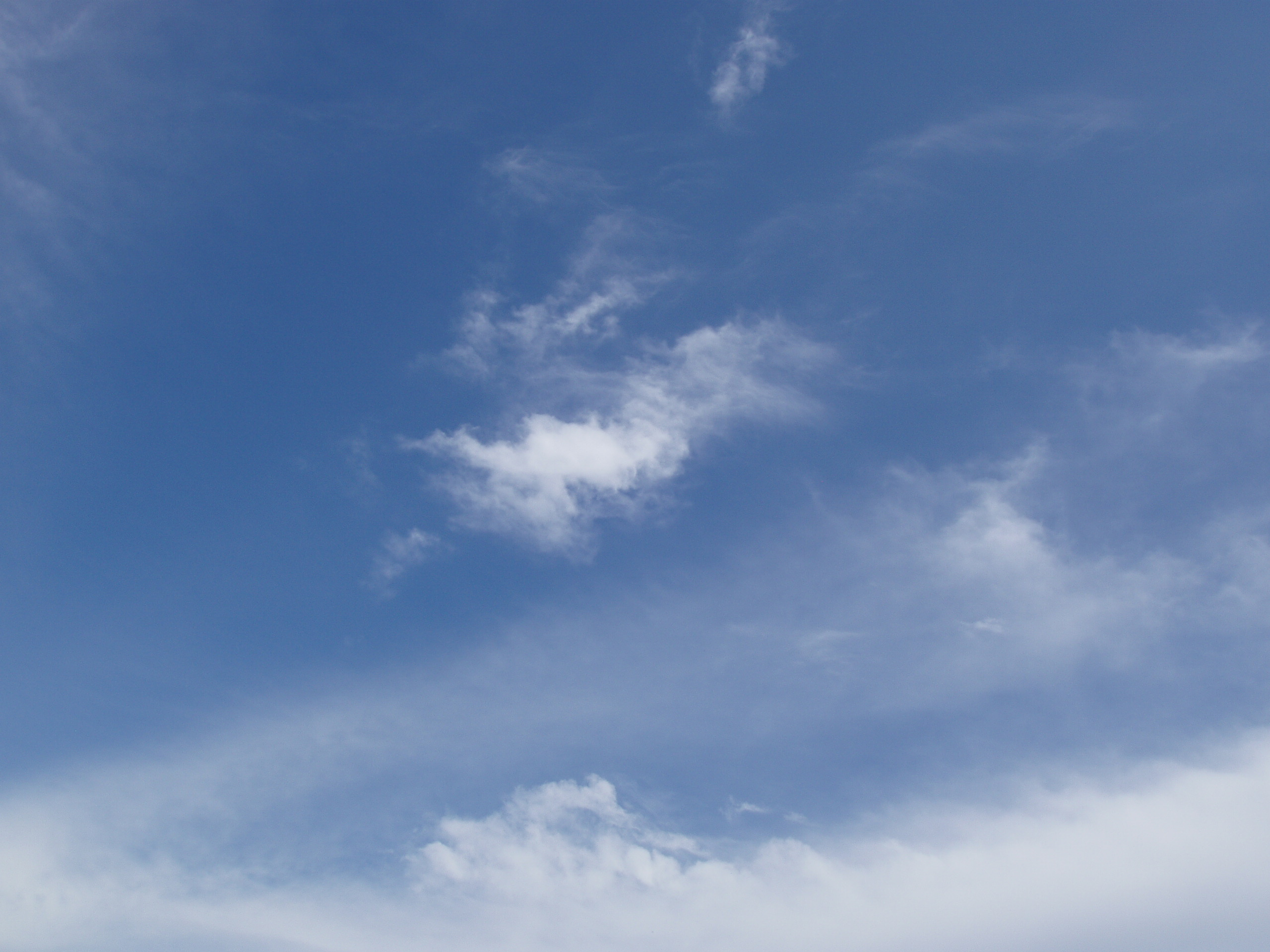
No Cristianismo, o Reino de Deus é diretamente associado ao céu.

O Reino de Deus (Em grego: βασιλεία τοῦ θεοῦ Basileia tou theou) designa um governo ou domínio em que tem Deus por soberano ou governante. 
O Reino de Deus é um conceito fundamental nas três principais religiões abraâmicas existentes: o Judaísmo, o Islamismo e, mais notavelmente, o Cristianismo. Nesta última religião monoteísta, o Reino de Deus constitui o tema principal pregado por Jesus, através de parábolas.

## No judaísmo
O Reino de Deus é frequentemente referido no Tanakh. Este conceito está muito ligado à crença judaica de que Javé (Deus) iria restaurar a nação de Israel. Aliás, o Reino de Deus foi prometido por Javé ao Rei David de Israel.
Também no Tanakh, Javé é apresentado como o verdadeiro Rei de Israel, sobretudo a partir da monarquia, quando são ungidos reis para governarem o povo em nome de Javé. Neste caso o Reino de Deus é mais um reino material com características políticas, ou seja um reino deste mundo, assemelhando-se a uma monarquia teocrática. Porém, depois do Exílio na Babilônia, o conceito de Reino de Deus foi espiritualizado, passando o culto de Javé a ser predominantemente religioso e universal. Esta espiritualização deveu-se muito ao esforço e trabalho de vários profetas judeus.

## No cristianismo
Entre os teólogos cristãos existem conceitos divergentes mas não incompatíveis quanto ao que é concretamente o Reino de Deus, que podemos sintetizar em dois pontos:
- um governo real e/ou universal de Deus estabelecido no Céu e também na Terra completamente renovada no fim dos tempos, no dia do Juízo final e com existência eterna;
- uma condição interior de dimensão pessoal, de carácter espiritual, moral, mental e psíquico/psicológico, existente em todos aqueles que estão na graça de Deus e que seguem verdadeiramente a vontade de Deus e os ensinamentos e exemplo de Jesus Cristo;

Pelo menos segundo a doutrina da Igreja Católica, o Reino de Deus tem simultaneamente uma dimensão pessoal, de carácter espiritual e moral, em cada homem; e uma dimensão universal que se manifestará no fim dos tempos, no dia do Juízo Final, quando tudo se consumará e estabelecerá uma nova Terra e um novo Céu, onde os justos vivem em Deus, com Deus e junto de Deus. Tal só irá acontecer quando o Reino, que já foi instaurado na Terra por Jesus, já estiver perfeito e suficientemente maduro.
Os valores principais do Reino de Deus são a verdade, a justiça, a paz, a fraternidade, o perdão, a liberdade, a alegria e a dignidade da pessoa humana.

### Reino de Deus e Reino dos Céus
Enquanto o evangelho segundo São Mateus se dirige aos judeus na maioria das vezes falando em Reino dos Céus, no evangelho segundo São Marcos e São Lucas falam sobre o Reino de Deus, expressão essa que tem o mesmo sentido daquela. O emprego de Reino dos Céus, no evangelho segundo São Mateus, certamente é devido à tendência, no judaísmo, de evitar o uso direto do nome de Deus.
Segundo a Tradição Judaica, há três céus, sendo o primeiro, o firmamento onde encontram-se nuvens, o segundo o espaço, onde residem os astros, e o terceiro céu, onde residem Deus e seus Anjos.

### Anúncio e características do Reino
O Reino de Deus, que foi inaugurado na terra por Cristo, está destinado a acolher todos os homens, mas foi primeiramente anunciado  aos filhos de Israel. Este Reino foi já anunciado por João Batista, que exortou as pessoas a arrependerem, porque está próximo o Reino dos Céus (Mt 3,2). Mais tarde, Jesus de Nazaré, o prometido Messias e Salvador da humanidade, foi batizado e Ungido (Lc 3,21-22), começando assim o seu ministério, que centrou-se necessariamente em torno do Reino de Deus. Ele instruiu os seus apóstolos a pregar que está próximo o Reino dos Céus. Essas instruções seriam repetidas a todos os seus discípulos, a todos os cristãos (Mt 10,7; 24,14; 28,19-20; Act 1,8). A Bíblia inteira gira em torno da vinda do Messias e do Reino do Deus. Por conseguinte, o Reino de Deus, que é uma grande realidade misteriosa, tem um grande sentido profético e missionário na vida da Igreja Cristã.
Jesus, através de parábolas, convida todas as pessoas a entrar no Reino de Deus, ou seja, tornar-se discípulos d'Ele, para conhecer os mistérios do Reino dos Céus (Mt 13,11). Segundo o Catecismo da Igreja Católica, Jesus e a presença do Reino neste mundo estão secretamente no coração das parábolas. Para os que ficam "de fora" (Mc 4,11), tudo permanece enigmático. Jesus exorta os seus discípulos a buscar, em primeiro lugar, o Reino de Deus e sua justiça (Mt 6,33). 
O Reino de Deus, que não terá fim e que já está no meio de nós (Lc 17, 21), é justiça, paz e alegria no Espírito Santo (Rm 14,17); é o fim último ao qual Deus nos chama; é obra do Espírito Santo; e é também um império eterno que jamais passará e…jamais será destruído (Dn 7,14).
Todas as pessoas que querem pertencer ao Reino de Deus precisam de converter-se, de realizar a vontade divina, de ter fé em Jesus e de acolher a sua palavra. De facto, Jesus convida todas pessoas à conversão (um pré-requisito para o acesso ao Reino), a renunciar o mal e o pecado (um grande obstáculo para o acesso ao Reino) e a arrependerem os seus pecados e experimentarem o ilimitado perdão e misericórdia de Deus. Este apelo constitui a parte fundamental do anúncio do Reino de Deus: "Cumpriu-se o tempo e o Reino de Deus está próximo. Arrependei-vos e crede no Evangelho" (Mc 1,15). Este apelo à conversão é especialmente para os não cristãos e os pecadores, pois Jesus afirma que não vim chamar justos, mas pecadores (Mc 2,17) e que Deus Pai sentirá imensa alegria no céu por um único pecador que se arrepende (Lc 15,7). Esta conversão e remissão dos pecados (Mt 26,28) só foi possível pelo sacrifício de Jesus, Filho de Deus Pai, na cruz, constituindo a suprema prova do amor que Deus tem pelos homens.
Jesus afirmou que não entrará no Reino todo o que não o receber com a mentalidade de uma criança (Mc 10,15), quem não nascer de novo (Jo 3,3), aquele que não faz a vontade de meu Pai que está nos céus (Mt 7,21) e os injustos (1Cor 6,9).
Para ter acesso ao Reino de Deus, é preciso passarmos por muitas tribulações (Act 14,22) e também cumprir a Lei de Deus, porque aquele, portanto, que violar um só destes menores mandamentos e ensinar os homens a fazerem o mesmo [vai] ser chamado o menor no Reino dos Céus; aquele, porém, que os praticar e os ensinar, esse será chamado grande no Reino dos Céus (Mt 5,17-19). 
As Bem-aventuranças, pregadas por Jesus no famoso Sermão da Montanha e que anunciam e revelam aos homens a verdadeira felicidade, são por isso também um grande anúncio da vinda do Reino de Deus através da palavra e acção de Jesus e também do carácter das pessoas que pertencem ao Reino. Jesus exorta as pessoas a seguir este carácter exemplar, para poderem depois entrarem no Reino de Deus, ou seja, para obterem a salvação e a vida eterna.
Uma vez inaugurada na Terra por Jesus, ninguém, nem mesmo Satanás, consegue travar e impedir a edificação e a realização final e perfeita do Reino de Deus. Mas, este Reino, enquanto não atingir a sua perfeição, é ainda atacado pelos poderes maus, embora estes já tenham sido vencidos em suas bases pela Morte na cruz e Ressurreição de Jesus. Satanás, um ser muito poderoso e maligno, só consegue atrasar a realização final do Reino na Terra, através do cultivo do ódio no mundo contra Deus.
Este Reino, para grande desapontamento de muitos judeus da altura, não vinha restabelecer o reinado temporal de Israel e não é um reino deste mundo, ou seja, não é um reino com características políticas, mas sim com características predominantemente espirituais. Resumindo, o Reino de Deus, que cresce como uma semente que Deus coloca no coração de cada homem (dimensão pessoal), é a plena instauração da lei do amor a Deus e ao próximo e terá a sua realização final e perfeita na vida do mundo que há-de vir, na nova Terra e no novo Céu implantados por Deus no fim dos tempos (dimensão universal).

### Reino de Deus e Igreja
Segundo a doutrina da Igreja Católica, a Igreja é o germe e o começo do Reino de Deus na Terra, visto que foi Jesus, o fundador e a Cabeça da Igreja, que inaugurou o Reino de Deus na Terra e que o semeou nos corações de cada homem (que pode dar frutos ou não). Mesmo que Ele foi elevado ao céu, continua a estar presente na Terra na sua Igreja. 
O Reino de Deus já está misteriosamente presente na Igreja e manifesta-se nela, de forma sacramental. Enquanto tudo e todos os homens não forem submetidos ao Reino de Deus e enquanto não houver novos céus e nova terra, nos quais habita a justiça, a Igreja peregrina (Igreja na Terra), auxiliada e guiada pelo Espírito Santo, continua a aguardar a realização final do Reino de Deus, juntamente com os seus sacramentos, as suas instituições e os seus membros. Mas, esta realização final pode ser antecipada por ela através da evangelização, que engloba a anunciação de Jesus Cristo e do Reino de Deus a todo o mundo. Com isto, acelera-se o estabelecimento do Reino em todos os povos  e a união de todas as pessoas pela fé em Jesus.
Os cristãos, como membros vivos da Igreja, num trabalho de discernimento segundo o Espírito Santo, devem saber distinguir entre o crescimento do Reino de Deus e o progresso da cultura e da sociedade em que pertencem e fazem parte. Como distinguir não é sinónimo de separar, logo a vocação do homem para a vida eterna não suprime, antes reforça seu dever de acionar as energias e os meios recebidos do Criador para servir neste mundo à justiça e à paz.

### Realização final do Reino
Já presente misteriosamente na Igreja Cristã, que é o seu germe e começo, o Reino de Deus ainda não atingiu a perfeição (ou a sua realização final), ou seja, ainda não está consumado "com poder e grande glória" (Lc 21, 17).
Segundo a doutrina da Igreja Católica, o Reino de Deus só irá chegar à sua plenitude (ou perfeição), no fim dos tempos, depois de ocorrer uma vitória de Deus sobre o desencadeamento último do mal. Este triunfo divino sobre a última investida das potências do mal fará descer novamente Jesus à Terra e assumirá a forma do Juízo Final depois do derradeiro abalo cósmico deste mundo que passa 
Depois do Juízo final, os justos, que são separados dos ímpios e dos injustos, reinarão com Cristo para sempre, glorificados em corpo e alma, e o próprio universo material será transformado. Então Deus será "tudo em todos" (1 Cor 15,28), na Vida Eterna.
Segundo a doutrina adventista, que tem uma interpretação diferente pelo menos para a realização final do Reino, este tem um subsidiário que o precede, que se chama Reino Milenar de Cristo. Segunda esta corrente cristã, o Juízo Final, que precede à implantação final do Reino, é constituído de 3 fases: Investigativo, Comprovativo e Executivo; onde preconiza, entre outras coisas, 3 (três) vindas de Jesus à Terra, 2 (duas) ressurreições (De acordo com João 5:28,29) e a morte de Satanás (e os humanos ímpios ou maus. E os homens justos e santos herdarão a Nova Jerusalém que servirá como capital da Nova Terra

### Reino de Deus e os não cristãos
Pelo menos segundo a doutrina da Igreja, todos aqueles que, sem culpa própria, ignoram a Verdade contida nos ensinamentos de Jesus Cristo e da sua Igreja, mas que "procuram sinceramente Deus e, sob o influxo da graça, se esforçam por cumprir a sua vontade", podem conseguir a salvação eterna, ou seja, podem ter acesso ao Reino de Deus. Segundo as Escrituras Bíblicas e não segundo o que a Igreja diz, seja qual denominação for, a única maneira de ter acesso ao Reino de Deus e consequentemente a aquisição da salvação, não por mérito humano, mas unicamente por bondade de Deus, é através do nascer de novo pela fé (Jó 3:1-12), onde a graça divina é concedida ao ser humano mediante a fé (Ef 2:4-9). A fé a que o texto bíblico se refere baseia-se na crença de que Jesus Cristo é o filho de Deus (Jó 3:16), que veio à terra como homem com a finalidade de ser crucificado (Jó :3:13-15) e, dessa forma, pagar pelos pecados de todo aquele que nele crer, para que esses tenham a vida eterna (Jó 3:17-18).

### Reino de Deus como um projecto de Deus
O Reino de Deus pode também ser encarado como o Projecto Criador de Deus a realizar neste Mundo e que consiste na plena realização da Criação de Deus, finalmente liberta de toda a imperfeição e compenetrada por Ele. Portanto, pode ser compreendido como o desígnio último de Deus sobre a sua Criação, cuja consumação (ou realização) no mundo foi iniciada por Jesus, o inaugurador do Reino na Terra, e ainda hoje é continuada pela sua Igreja, que é encabeçada por Ele. 
O Reino de Deus pode ser interpretado também como o estado terminal e final da salvação, onde os homens irão transcender-se e viver eternamente com Deus, em Deus e junto de Deus. Lá, a lei do amor incondicional a Deus e ao próximo é finalmente instaurada definitivamente. Não haverá mais tempo, mais sofrimento, mais conflitos, mais ódio, e o céu e a terra unem-se finalmente, instaurando um novo Céu e uma nova terra. 
Embora Deus seja Todo-Poderoso, Ele quer que os humanos, dotados de inteligência e razão, participassem de um modo recíproco, livre e voluntário no Projecto Criador de Deus, o maior de todos os projectos que o mundo jamais viu, englobando todos os tempos, todos os povos e todos os seres do Universo. Seguindo este pensamento, esta missão torna a humanidade verdadeira parceira de Deus, com muita liberdade e simultaneamente muita responsabilidade. Isto quer dizer que os homens, como membros vivos da Igreja, têm o poder e a capacidade de acelerar e antecipar a vinda do Reino de Deus com a sua fé em Jesus Cristo e com as suas boas ações.